# Laurindo Costa
Laurindo Correia da Costa (Porto, 8 de Julho de 1934 — Gaia, 30 de Março de 2011) foi um empresário português.
Laurindo Costa era o filho mais novo de José Soares da Costa, que fundou a construtora Soares da Costa, em 1918. Começou a trabalhar por volta dos 12 anos, ao mesmo tempo que frequentava a Escola Industrial do Infante D. Henrique. Em 1968 tomou assento no Conselho de Administração da empresa, controlada pelo irmão mais velho, José. Responsável pelo sector comercial e institucional, acompanhou a transformação da firma em sociedade anónima. Após o 25 de Abril, a Soares da Costa tornou-se líder nacional no sector da construção civil, expandindo-se também para Angola. Em 1989, após a morte do seu irmão Fernando, Laurindo Costa, que já detinha a presidência do conselho de administração, assumiu o controlo total da empresa e prolongou o seu crescimento. O afastamento da empresa fundada pelo seu pai acabou por ocorrer em 2006, ano em que vendeu o controlo da construtora a Manuel Fino, através da Investifino. Em Outubro desse ano, o mercado foi surpreendido com a operação de venda, na sequência de dificuldades financeiras relacionadas com o empréstimo necessário ao aumento de capital da Soares da Costa. Ficou ainda com cinco por cento do capital, que acabou por alienar poucos meses depois, em Janeiro de 2007. Filiado no PSD, tinha dois grandes hobbies, a pesca e a jardinagem. Foi praticante de hóquei, no CH Carvalhos.